# Виды рода Тюльпан

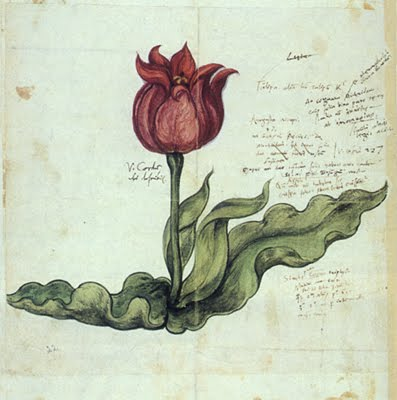
«Аугсбургский тюльпан». Гравюра на дереве по рисунку Конрада Геснера с его собственноручными заметками, 1561. Первое в западноевропейской истории изображение тюльпана, предположительно тюльпан Шренка (Tulipa suaveolens)

Ботаники XXI века включают в род Тюльпан более восьмидесяти видов. Систематика рода чрезвычайно сложна, запутана, подвержена регулярным пересмотрам и к настоящему времени (2014) не выяснена до конца. Род включает несколько широко распространённых, полиморфных видов (тюльпан Геснера, тюльпан лесной, тюльпан двуцветковый и другие), каждый из которых в современном понимании включает десятки форм, ранее описанных как отдельные виды и разновидности. Некоторые малоизученные растения, например, тюльпан албанский, признаются в ранге вида лишь потому, что для квалифицированного суждения об их месте в систематике не хватает объективных данных.

## История вопроса
Первое научное описание тюльпана составил в 1561 году Конрад Геснер. Тюльпан, описанный Геснером, вырос в Аугсбурге из семян, привезённых из Османской империи, и впервые зацвёл в 1559 году; это было растение с широко раскинутыми, сильно гофрированными листьями и тёмно-красным, приятно пахнущим цветком лилиецветного типа на невысоком цветоносе. По мнению современных ботаников, «аугсбургский тюльпан» принадлежал к виду Tulipa suaveolens (тюльпан Шренка). Другие формы тюльпана, описанные в середине XVI века Ожье де Бусбеком и Пьером Белоном, запаха не имели и, скорее всего, были сложными садовыми гибридами — ранними формами не известного в дикой природе гибридного вида, ныне называемого тюльпаном Геснера. В 1601 году Карл Клузиус дал первое сравнительное описание всех известных европейцам форм тюльпанов и предложил их деление на раннецветущие (тюльпан Клузиуса), промежуточные (тюльпан Шренка) и позднецветущие (тюльпан Геснера).
В XVII веке Западная Европа пережила увлечение тюльпанами. Наибольшее распространение получили тюльпан Геснера и выведенные на основе тюльпана Шренка сорта группы Дюк ван Толь; в садах Северной Европы разводили привезённый из Ливии тюльпан лесной. В Италии, Франции, Швейцарии сформировались природные популяции одичавших тюльпанов Геснера; интродуцированный тюльпан лесной заселил Северную Европу до Шотландии и южных областей Скандинавии включительно. К середине XVIII века, когда Карл Линней создавал основы научной систематики, увлечение тюльпанами давно прошло; любимым цветком европейцев XVIII века был гиацинт. Линней, живший в 1730-е годы в Нидерландах, был знаком с культивировавшимися там садовыми тюльпанами, но при работе над Genera Plantarum (1737) намеренно отказался от описания культурных форм. В 1753 году он опубликовал в Species plantarum первое научное описание трёх видов рода Tulipa: тюльпана Геснера, тюльпана лесного и привезённого из Эфиопии Tulipa breyniana (ныне Baeometra uniflora из семейства Безвременниковые). Четвёртый вид, ныне тюльпан одноцветковый, Линней описал под именем Ornitogallum uniflorum. Понятие типового вида рода Линней не использовал; по мнению ван Раамсдонка и Зонневельда, образцом рода Tulipa для него был именно тюльпан Геснера — в том безвозвратно утраченном виде, в котором он существовал в XVIII веке. В последующие века смешение геснеровского описания тюльпана Шренка и линнеевского описания тюльпана Геснера породило ошибочные мнения об идентичности или прямой преемственности этих двух видов. Современные ботаники это мнение отрицают: дикорастущий тюльпан Шренка и садовый тюльпан Геснера — безусловно разные виды.

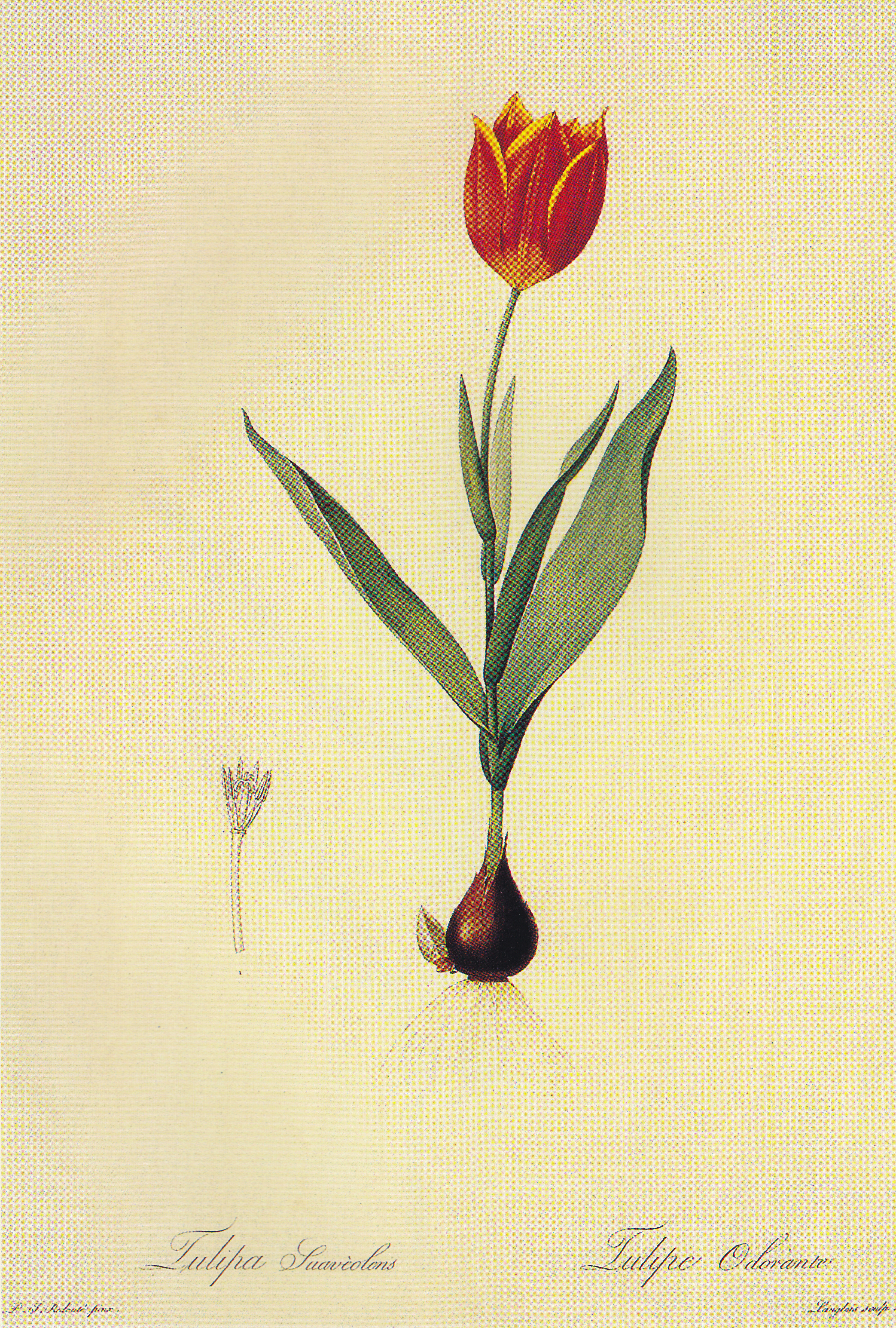
Tulipa suaveolens (тюльпан Шренка). Ботаническая иллюстрация Пьера-Жозефа Редуте, 1803

Во второй половине XVIII века ботаники описали ряд средиземноморских форм, большинство которых в современной систематике считаются формами тюльпана Геснера; в ранге вида признаются лишь описанный в 1776 году Петером Палласом Tulipa biflora (тюльпан двуцветковый) и описанный в 1794 году Альбрехтом Ротом Tulipa suaveolens. В 1803—1815 году Пьер-Жозеф Редуте обобщил накопленные знания в фундаментальном труде «Лилейные». Редуте описал как новые виды Tulipa agenensis (тюльпан аженский) и Tulipa clusiana (тюльпан Клузиуса), не зная, что эти растения уже были описаны как Tulipa praecox и Tulipa oculis-solis. Хотя в последующих изданиях «Лилейных» Редуте исправил эту ошибку, предложенные им названия закрепились в ботанической номенклатуре, а параллельно признававшееся название Tulipa praecox применялось к обоим этим видам. В 1820-е и 1830-е годы, по мере описания новых видов, произошло первое дробление рода: Дэвид Дон выделил из Tulipa род Orythyia (типовой вид — тюльпан одноцветковый), Константин Рафинеск выделил «североамериканские» роды Liriactis (тюльпан звёздчатый), Liriopogon (тюльпан лесной) и Podonix (тюльпан двуцветковый). Описанные Рафинеском таксоны были отвергнуты последующими систематиками, а Orythia признаётся в ранге подрода рода Tulipa.

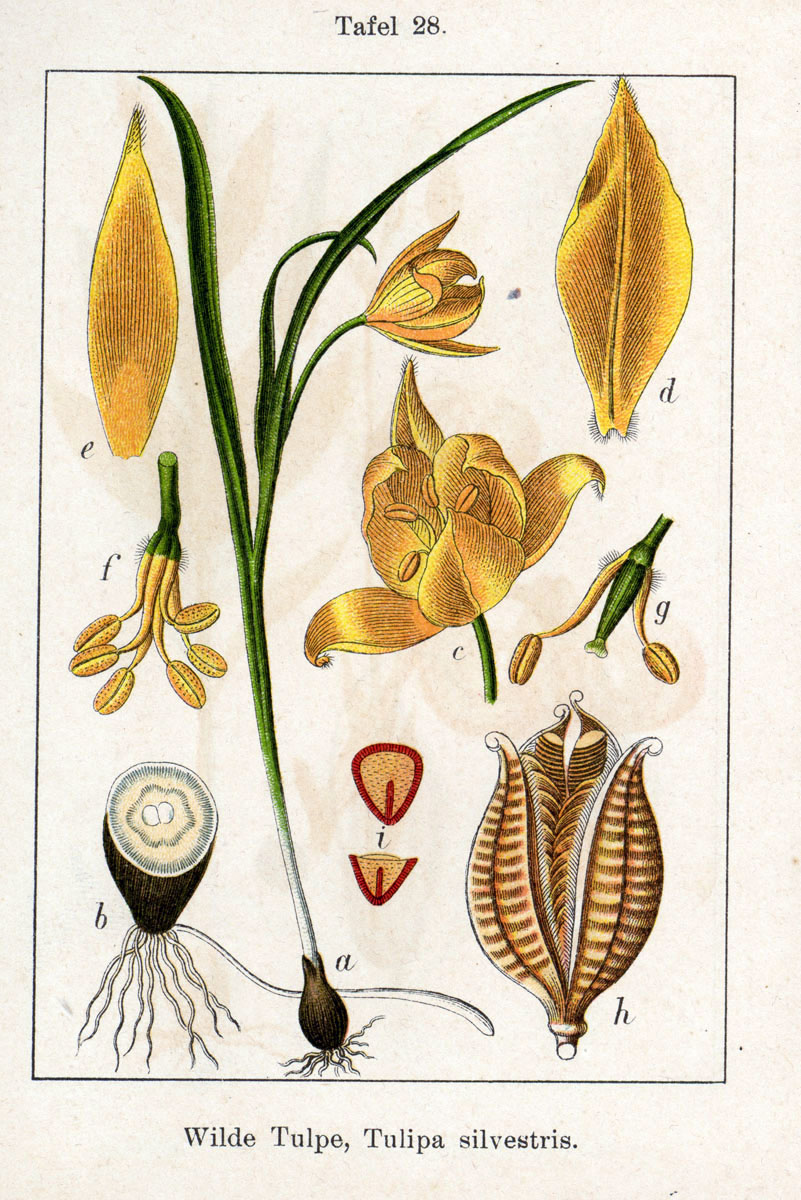
Tulipa sylvestris (тюльпан лесной) — чрезвычайно распространённый и изменчивый вид с десятками синонимов и разновидностей. Типовой вид подрода Eriostemones. Ботаническая иллюстрация Якоба Штурма, 1796

Во второй половине XIX века на волне колонизации Средней Азии ботаники открыли среднеазиатские центры происхождения тюльпанов и описали десятки новых, неизвестных до того видов. В 1873 году Эдуард Регель обобщил описания 26 известных к тому времени видов и предложил схему классификации рода, основанную на наличии или отсутствии опушения тычинок (в первую очередь), листочков околоцветника («лепестков») и кроющих чешуй луковиц. Работа Регеля осталась незамеченной в Европе, но предложенное им деление верхнего уровня использовалось последующими систематиками, начиная с Пьера Буассье. В классификации Джона Бейкера (1874) род делился на два подрода, Orythiya (тюльпаны с явно выраженным столбиком пестика) и Eutulipe (тюльпаны без столбика пестика), в составе последнего выделялось пять секций. В классификации Буассье бейкеровский Eutulipe был разделён на две части — Eriostemones (с опушёнными тычинками) и Leiostemones (c голыми тычинками). Предложенное Буассье деление и названия секций используются по сей день; секция Leiostemones, в 1980-е годы окончательно признанная типовой для рода Тюльпан, ныне называется подродом Tulipa.
В 1935 году из рода Tulipa был выделен род Amana — мелкоцветковые растения, заселившие Китай, Корею и Японию. К 1940 году число видов рода Tulipa, признанных в фундаментальной для своего времени работе А. Д. Холла, достигло сотни. Рост числа видов был вызван в том числе тем, что Холл сохранил ранг видов за «дикими» формами тюльпана Геснера из группы Neotulipae и считал плоидность достаточным критерием для обособления видов. Холл описывал виды по садовым образцам, часто выращенным из семян неизвестной видовой чистоты; как следствие — многие из описанных им видов были впоследствии признаны недействительными или понижены в ранге. З. П. Бочанцева описала в 1962 году 83 вида, произраставших на территории СССР. К 2008 году, по данным ботанических садов Кью, были описаны 418 видов и разновидностей рода Тюльпан, к 2014 году число когда-либо описанных таксонов достигло 518.
В последней четверти XX века систематика рода была подвергнута ревизии. В работе Сторка (1984) число видов было сокращено до сорока. В последней по времени работе, основанной преимущественно на сравнительном морфологическом анализе и лишь отчасти на цитогенетических данных (ван Раамсдонк и де Фриз, 1995), были признаны 55 видов, упорядоченные в два подрода и восемь секций. Так как авторы включили в обзор только растения, изученные ими лично, то многие формы остались вне рамок их исследования. В работе Зонневельда (2009), составившего первую сравнительную таблицу масс геномов видов рода Tulipa, эти недостающие виды были добавлены, и число видов возросло до 87 (в том числе 25 видов, описанных по образцам, недоступным ван Раамсдонку и де Фризу). В последней по времени обзорной работе, выпущенной в 2013 году коллективом кураторов ботанических садов Кью и Королевского садоводческого общества (2013) и основанной преимущественно на цитогенетических данных, признаются 78 видов. Авторы этого обзора, как и Зонневельд, делят род на четыре подрода — Clusianae (4 вида), Eriostemones (16 видов), Orithyia (4 вида) и Tulipa (54 вида). От подразделения подрода Tulipa на секции они отказались; по их мнению, при имеющихся данных такое подразделение не может быть обосновано, да и не нужно с практической точки зрения.
Все современные авторы поддерживают выделение из рода Tulipa рода Amana и не поддерживают повышение статуса подродов Clusianae и Orythiya до отдельных родов. Единой, общепризнанной кладограммы рода пока не существует, но монофилия рода Tulipa признаётся всеми авторами.

## Проблемы систематики
| |  |
| Tulipa tarda (слева) и Tulipa urumiensis (справа) — две формы, различающиеся лишь окраской цветка, в XXI веке признаются одним видом |  |

Современные авторы отмечают чрезвычайную сложность систематики рода — как в силу объективных, заложенных природой свойств тюльпанов, так и вследствие системных и субъективных ошибок предшествующих поколений ботаников.
Ботаники прошлого стремились описать любую вновь найденную форму как самостоятельный вид. Виды описывались как по гербарным образцам, в отрыве от природных популяций живых растений, так и по живым экземплярам неизвестного происхождения из ботанических садов и частных коллекций. В силу естественной изменчивости тюльпанов эти образцы часто имели внешний облик, нехарактерный для диких растений данного вида или, напротив, сходный с растениями других видов. Ещё З. П. Бочанцева (1962) отмечала, что культивируемый в Европе «Tulipa dasystemon» идентичен дикому тюльпану позднему из долины Чу; в работах современных авторов подобные «совпадения» выявлены десятками. Среди типовых образцов неизбежно оказывались садовые гибриды; ботанические описания таких гибридных форм невозможно однозначно сопоставить ни с одной из дикорастущих форм, а сами описанные образцы давно утрачены. Для многих видов утрачены и гербарные образцы, и какие-либо сведения об их происхождении, однако их ботанические названия давно вошли в цветоводческую практику и существуют в ней независимо от научной ботанической номенклатуры.
Типовой и наиболее важный экономически вид рода, тюльпан Геснера (Tulipa ×gesneriana, «садовый тюльпан»), в природном состоянии не обнаружен. Он существует только как сложная совокупность множества культурных сортов и их одичавших потомков. Фонд культивируемых сортов непрерывно обновляется: из 10—12 тысяч сортов, выведенных человеком, в XXI веке культивируется менее двух тысяч. Вид не имеет живого типа: линнеевский лектотип Tulipa ×gesneriana сохранился в гербарии, но его нельзя сопоставить ни с одним ныне существующим сортом. Невозможно и установить облик предков одичавших садовых тюльпанов, заселивших Средиземноморье, а затем описанных как самостоятельные виды. Многие из этих описаний нельзя увязать ни с одной из реально существующих популяций, поэтому неизвестно, к какому из трёх интродуцированных в Средиземноморье видов подрода Tulipa (Tulipa agenensis, тюльпан Геснера, тюльпан Шренка) относились их прототипы. Не менее сложно и спорно и внутреннее устройство расселившегося от Португалии до Байкала вида тюльпан лесной.
Многие виды тюльпанов в естественных условиях скрещиваются и образуют фертильные, устойчивые межвидовые гибриды; в районах совместного обитания базовых видов формируются комплексы гибридных форм с неясным таксономическим положением. Например, вид, описанный Бочанцевой под именем тюльпан чимганский (Tulipa tschimganica), c большой долей вероятности является естественным гибридом между тюльпаном сомнительным и тюльпаном Кауфмана (Tulipa dubia × Tulipa kaufmanniana). Современные ботаники этот вид признают с обязательной пометкой о гибридной природе вида (Tulipa ×tschimganica), а другой гибрид тех же видов, Tulipa anadroma — не признают.
Тюльпаны — изменчивые растения, легко адаптирующиеся к смене условий обитания. Любой из более чем тридцати морфологических признаков, используемый в систематике и кладистике луковичных, может варьировать в пределах вида и потому не может служить абсолютным критерием в определении вида. Плоидность, сама по себе, не может служить таксономическим критерием. Известно как минимум тринадцать видов, в природных популяциях которых сосуществуют диплоидные и полиплоидные формы, например, в составе вида тюльпан Клузиуса встречаются формы с 24, 36, 48 и 60 хромосомами. В современной систематике эти признаки используются только в увязке с цитогенетическими данными о массах геномов. Наборы из множества морфологических и цитогенетических признаков сжимаются методом главных компонент, а затем анализируются средствами канонического анализа. При этом ни одно из проведённых сравнительных исследований не является полным из-за невозможности собрать в рамках одной работы живые образцы всех известных таксонов.

## Список видов
В основе данного списка — последняя по времени обзорная работа британских и американских специалистов (Кристенхуз и соавторы, 2013). Список из 78 таксонов, признанных в этой работе в ранге вида, дополнен рядом таксонов, признаваемых ван Раамсдонком и де Фризом (1995) или Зонневельдом (2009), но не признаваемых Кристенхузом и соавторами. Структура списка с делением на четыре подрода и алфавитный порядок перечисления подродов и видов заимствованы у Кристенхуза и соавторов. Массы геномов (C-value) и плоидность видов приводятся по Зонневельду (2009); случаи, когда его трактовка состава вида существенно отличается от мнения Кристенхуза и соавторов, отмечены сносками. Природные и интродуцированные ареалы приводятся по Кристенхузу и соавторам (2013).
Легенда:
 Типовой вид подрода
 Вид признаётся всеми тремя источниками без оговорок, при этом границы вида в разных систематиках могут различаться
 Новый, малоизученный вид
 Вид не признаётся хотя бы одним из трёх источников, или признаётся условно, с оговорками
| Ботаническое название Автор и год описания           | Русское название                         | Распространение | Признаётся видом | Признаётся видом | Признаётся видом | C-value, пг     | Примечания |
| Ботаническое название Автор и год описания           | Русское название                         | Распространение | 1995             | 2009             | 2013             | C-value, пг     | Примечания |
| ---------------------------------------------------- | ---------------------------------------- | --- | ---------------- | ---------------- | ---------------- | --------------- | --- |
| Подрод Clusianae (Baker) Zonn.                       |                                          | |                  |                  |                  |                 | |
| Tulipa clusiana Redouté 1803                         | Тюльпан Клузиуса, Тюльпан Делеклюза      | Север Ирака, Иран, Афганистан, предгорья Гималай в Пакистане. Интродуцирован по всему Средиземноморью от Португалии до Турции. | +                | +                | +                | 30,92X …79,85X  | Изменчивый, широко распространённый вид. Известен в описаниях Клузиуса («Tulipa praecox», 1611) и Беслера (1613). Имеет более десяти синонимов, которые ранее признавались отдельными видами. |
| Tulipa harazensis Rech.f. 1990                       |                                          | Север Ирана | нд               | нд               | усл.             | нд              | Малоизученный вид, вероятно близкий к Tulipa montana. Статус таксона достоверно не известен. |
| Tulipa linifolia Regel 1884                          | Тюльпан льнолистный                      | Север Ирана, Таджикистан, Афганистан | +                | +                | +                | 31,82X          | Синонимы:Tulipa afghanica, Tulipa batalinii, Tulipa maximowiczii. Культивируется как группа сортов 'Tulipa Batalinii'. |
| Tulipa montana Lindl. 1827                           | Тюльпан горный                           | Юг Туркменистана, Иран | +                | +                | +                | 32,52X          | Вид переопределён в XXI веке по неотипу из Хорасана, так как единственный прототип (иллюстрация в работе Линдли) признан недостоверным. Синонимы: Tulipa chrysantha, Tulipa giselae, Tulipa wilsoniana. |
| Подрод Eriostemones (Boiss.) Raamsd.                 |                                          | |                  |                  |                  |                 | |
| Tulipa australis Link 1799                           |                                          | Северная Африка. Интродуцирован в Испании и Португалии. В большей части своего ареала сосуществует с Tulipa sylvestris ssp. sylvestris                                                                                                   | +                | -                | -                | 62,02X          | В большинстве современных систематик — строго диплоидный подвид Tulipa sylvestris ssp. australis. |
| Tulipa aucheriana Baker 1883                         |                                          | Иран | +                | -                | -                | 64,62X          | В систематике Зонневельда синоним, в систематике Кристенхуза и соавторов — разновидность Tulipa humilis |
| Tulipa biebersteiniana Schult.f 1829                 | Тюльпан Биберштейна                      | Причерноморье, Кавказ, Иран | +                | +                | -                | 56,72X          | По версии Введенского (1935), Холла (1940), Кристенхуза и соавторов (2013) является синонином Tulipa sylvestris subsp. australis. По версии Зонневельда, разница масс геномов Tulipa biebersteiniana и Tulipa sylvestris достаточно велика, чтобы считать их разными видами. |
| Tulipa biflora Pall. 1776                            | Тюльпан двуцветковый                     | От Македонии на западе до северо-запада Китая на востоке. На юге ареал захватывает Синайский полуостров и Левант, на севере — Украину, юг России, Казахстан. Лектотип «из прикаспийских пустынь».                                        | +                | +                | +                | 55,72X …110,84X | Широко распространённый, чрезвычайно изменчивый вид. Имеет более десяти синонимов, которые ранее признавались отдельными видами. Вопрос о включении Tulipa polychroma в состав Tulipa biflora окончательно не решён. |
| Tulipa bifloriformis Vved. 1935                      | Тюльпан ложнодвуцветковый                | Казахстан, Кыргызстан, Таджикистан, Узбекистан. Голотип — «глинистые холмы вокруг Ташкента» (1923). | +                | -                | +                | 56,62X          | Малоизученный таксон, близкий к Tulipa turkestanica (по мнению Зонневельда — синоним Tulipa turkestanica). Карликовая форма, ранее описанная как Tulipa orthopoda, может претендовать на статус отдельного вида. |
| Tulipa binutans Vved. 1952                           | Тюльпан дваждыпоникающий                 | Кыргызстан | -                | +                | -                | 59,42X          | В систематике Кристенхуза и соавторов синоним Tulipa biflora, в систематике ван Раамсдонка и де Фриза синоним Tulipa sogdiana. |
| Tulipa celsiana Redouté 1804                         |                                          | Северная Африка, Греция | -                | +                | -                | 66,02X          | Под этим названием были описаны несколько различных форм. Действующее, хронологически первое описание (Редуте) относится к североафриканскому растению, которое ван Раамсдонк и де Фриз относят к виду Tulipa australis, а Кристенхуз и соавторы к Tulipa sylvestris. |
| Tulipa cinnabarina К.Perss. 2000                     |                                          | Южная и центральная Турция |                  |                  | +                | нд              | Новый вид, близкий к Tulipa orphanoidea и Tulipa humilis. Синоним: Tulipa karamanica. |
| Tulipa cretica Boiss. & Heldr. 1854                  | Тюльпан критский                         | Крит | нд               | +                | +                | 60,52X          | [ 75 ] |
| Tulipa dasystemon (Regel) Regel 1879                 | Тюльпан волосистотычиночный              | Казахстан, Кыргызстан, север Китая. Голотип — горы в окрестностях Алма-Аты. | +                | +                | +                | 51,52X …99,64X  | Синонимы: Tulipa dasystemonoides, Tulipa paradasystemon, Tulipa neustruevae (по Зонневельду, Tulipa dasystemonoides и Tulipa neustruevae — правомерно выделенные виды). Культивируемый в европейских хозяйствах «Tulipa dasystemon», как указывала ещё в 1962 году Бочанцева, в действительности является формой Tulipa urumiensis (синоним: Tulipa tarda). |
| Tulipa dasystemonoides Vved. 1935                    | Тюльпан ложно-волосисто-тычиночный       | Голотип — Таласский Алатау, долина реки Майдантал | -                | +                | -                | 57,72X          | Признаётся как вид Зонневельдом. Ван Раамсдонком и де Фриз (1995) и Кристенхуз с соавторами (2013) считают его формой Tulipa dasystemon. |
| Tulipa hageri Heldr. 1874                            |                                          | Греция, Малая Азия | +                | +                | -                | 57,72X          | В систематике Кристенхуза и соавторов — группа культиваров Tulipa orphanoidea |
| Tulipa humilis Herb. 1844                            | Тюльпан карликовый                       | Юг Турции, Азербайджан, Ливан, Сирия, север Ирака, север Ирана | +                | +                | +                | 65,02X          | Изменчивый вид. Известны шесть синонимов, ранее описанных как отдельные виды. Один из них, Tulipa kurdica, по мнению Рехингера (1990) и Уилфорда (2006), может быть вновь признан видом. |
| Tulipa kolbintsevii Zonn. 2012                       | Тюльпан Колбинцева                       | Джунгарский Алатау, долина Таскоры. |                  | sp.nov.          | +                | 48,02X          | Новый вид, отличающийся малой массой генома. Описан по культивируемым в Нидерландах образцах, природные популяции — северный склон Джунгарского Алатау, обращённый к Алакольской котловине. |
| Tulipa koyuncui Eker & Babaç 2010                    |                                          | Турция. Голотип — перевал Гюзельдере. |                  |                  | +                | нд              | Новый вид, сходный с Tulipa biflora. |
| Tulipa neustruevae Pobed. 1949                       | Тюльпан Неуструевой                      | Ферганский хребет, Чаткальский хребет | +                | +                | -                | 54,82X          | Вид выделен Е. Г. Победимовой из популяций Tulipa dasystemonoides. В систематике Кристенхуза и соавторов — синоним или равнинная форма Tulipa dasystemon. |
| Tulipa orithyioides Vved. 1935                       | Тюльпан оритиевидный                     | Таджикистан, Узбекистан | +                | +                | +                | 58,32X          | Вид, сходный с Tulipa urumiensis. Отличается более выраженным столбиком пестика, при этом не может быть отнесён в подрод Orithyia. Синоним: Tulipa subbiflora. |
| Tulipa orphanidea Boiss. & Heldr. 1862               | Тюльпан Орфанида                         | Балканский полуостров, Крит, острова Эгейского моря | +                | +                | +                | 59,62X …115,94X | Изменчивый вид, образованный изолированными островными и материковыми популяциями. Имеет более десяти синонимов, которые ранее признавались отдельными видами (Ван Раамсдонк и де Фриз признают две формы этого вида отдельными видами, Tulipa doerferi и Tulipa whittallii). В индивидуальных популяциях нередко сосуществуют растения различных форм (бывших «видов»). |
| Tulipa orthopoda Vved. 1935                          | Тюльпан прямоножковый                    | Казахстан | нд               | +                | -                | 59,32X          | Карликовый ранний тюльпан, сходный с Tulipa bifloriformis. Кристенхуз и соавторы допускают возможность признания Tulipa orthopoda, но до поступления новых данных включают эту форму в Tulipa bifloriformis. |
| Tulipa patens C.Agardh ex Schult. & Schult.f 1829    | Тюльпан поникающий                       | Казахстан, южный Урал, Заволжье, Западная Сибирь | -                | +                | -                | 55,02X          | В систематике Кристенхуза и соавторов считается синонимом Tulipa sylvestris. В систематике ван Раамсдонка и де Фриза (1995—1997) считается синонимом Tulipa biebersteiniana. |
| Tulipa polychroma Stapf 1885                         | Тюльпан многоцветный                     | Иран, восточное Закавказье | +                | +                | -                | 57,02X          | В систематике Кристенхуза и соавторов — синоним Tulipa biflora. |
| Tulipa primulina Baker 1882                          |                                          | Алжир, Марокко | +                | +                | -                | 64,22X          | В систематике Кристенхуза и соавторов понижен до подвида — Tulipa sylvestris subsp. primulina (Baker) Maire & Weiller 1958. |
| Tulipa pulchella (Regel) Baker 1874                  |                                          | Турция, север Ирана | +                | +                | -                | 61,72X          | В систематике Кристенхуза и соавторов — разновидность Tulipa sylvestris var. pulchella. |
| Tulipa regelii Krasn. 1886                           | тюльпан Регеля                           | Юг и восток Казахстана (Прибалхашье). Голотип — гора Андракай, долина реки Курты | нд               | +                | +                | 52,42X          | [ 90 ] |
| Tulipa riparia Knjaz., Kulikov & E.G. Philippov 2001 | Тюльпан прибрежный                       | Южный Урал |                  |                  |                  | нд              | Малоизученный вид, вероятно близкий к Tulipa biebersteiniana. Статус таксона достоверно не известен. |
| Tulipa saxatilis Sieber ex Spreng. 1825              | Тюльпан скальный, или Тюльпан наскальный | Острова юга Эгейского моря, Крит, западная Турция. Интродуцирован в материковой Греции и в Италии. | +                | +                | +                | 62,72X …93,13X  | Синонимы: Tulipa beccariana, Tulipa chrysobasis, Tulipa bakeri. |
| Tulipa sogdiana Bunge 1852                           | Тюльпан согдийский                       | Узбекистан. Эндемик Кызылкумов и Каракумов | +                | +                | -                | 57,42X          | В систематике Кристенхуза и соавторов — синоним Tulipa biflora. |
| Tulipa sprengeri Baker 1894                          | Тюльпан Шпренгера                        | Голотип — Амасья, Турция. Вероятно, в дикой природе вымер. Интродуцирован в Европе | нд               | +                | +                | 64,62X          | Вид известен лишь по культивируемым потомкам растений, привезённых в Европу в 1892 году. В культуре размножается семенами (в том числе самосевом), но не вегетативно. |
| Tulipa sylvestris L. 1753                            | Тюльпан лесной                           | Растёт повсеместно от Португалии до Восточной Сибири. Интродуцирован в Европе до Шотландии, южного побережья Скандинавии, Прибалтики включительно и в США. Разграничение природного и интродуцированного ареалов на практике невозможно. | +                | +                | +                | 62,02X …120,94X | Чрезвычайно широко распространённый и изменчивый вид. Известны более сорока синонимов, описанных в ранге вида. Современные ботаники делят вид на три подвида (australis, primulina, sylvestris), допускают возможность разделения Tulipa sylvestris на три вида, но признают невозможность точно разграничить их. Вопрос о включении Tulipa biebersteiniana и Tulipa patens в состав Tulipa sylvestris окончательно не решён. Зонневельд считает их, а также Tulipa primulina и Tulipa celsiana, отдельными видами. |
| Tulipa tarda Stapf 1933                              | Тюльпан поздний                          | Северо-запад Ирана, Кыргызстан, Казахстан | +                | +                | -                | 51,52X          | См. ниже примечания к Tulipa urumiensis. |
| Tulipa turkestanica (Regel) Regel 1875               | Тюльпан туркестанский                    | Кыргызстан, Таджикистан, Узбекистан (Памиро-Алай, Тянь-Шань). Голотип — Хива | +                | +                | +                | 56,22X …114,24X | Вид, близкий к Tulipa bifloriformis. |
| Tulipa turkomanica B.Fedtsch. 1932                   | Тюльпан туркменский                      | Туркменистан | нд               | +                | нд               | 76,33X          | Признаётся как вид Рехингером и соавторами и Зонневельдом . |
| Tulipa urumiensis Stapf 1932                         | Тюльпан поздний                          | Северо-запад Ирана, Кыргызстан, Казахстан. Голотип — потомки луковиц, присланных из Урмии. | -                | -                | +                | 51,52X          | Синоним — Tulipa tarda Stapf 1933 (в систематике Зонневельда, напротив, видом признаётся Tulipa tarda, а его синонимом — Tulipa urumiensis). Две формы отличаются только окраской цветка: у Tulipa urumiensis он чисто жёлтый, у Tulipa tarda жёлтый с белым. К этому же виду относятся культивируемый в Европе «Tulipa dasystemon». |
| Подрод Orythiya (D. Don) Baker                       |                                          | |                  |                  |                  |                 | |
| Tulipa heteropetala Ledeb. 1829                      | Тюльпан разнолепестный                   | Алтайские горы, север Казахстана. Голотип — Бухтарминск | нд               | +                | +                | 39,42X          | [ 56 ] |
| Tulipa heterophylla (Regel) Baker 1874               | Тюльпан разнолистный                     | Юг Казахстана, Кыргызстан, северо-запад Китая | нд               | +                | +                | 37,52X          | [ 56 ] |
| Tulipa sinkiangensis Z.M.Mao 1980                    |                                          | Северо-запад Китая. Голотип — окрестности Урумчи | нд               | нд               | усл.             | нд              | Малоизученный вид, близкий к Tulipa heterophylla (возможно, его синоним). |
| Tulipa uniflora (L. 1757) Besser ex Baker 1874       | Тюльпан одноцветковый                    | Сибирь, Казахстан, Монголия, север Китая. Неотип — Синяя сопка (Алтай). Наиболее далеко распространившийся на восток вид рода. | нд               | +                | +                | 38,32X          | Синоним: Tulipa mongolica. |
| Подрод Tulipa                                        |                                          | |                  |                  |                  |                 | |
| Tulipa affinis Botschantz. 1961                      | Тюльпан родственный                      | Голотип — Туркестанский хребет, окрестности кишлака Чурбек | -                | +                | -                | 52,52X          | По Бочанцевой — вид, сходный с Tulipa ingens, но обладающий уникальной формой цветка. По Кристенхузу и соавторам, все морфологические особенности Tulipa affinis укладываются в диапазон изменчивости Tulipa fosteriana, поэтому первый считается синонимом второго. |
| Tulipa agenensis Redouté 1804                        |                                          | Северо-запад Ирана. Интродуцирован по всему Средиземноморью, от Сирии до Португалии. Видовое название — по городу Ажен. | +                | -                | +                | 88,33X          | В систематике Зонневельда признан под именем Tulipa praecox Tenore. Во всех иных современных систематиках признаётся под именем Tulipa agenensis в силу приоритета описания Редуте. Исторический синоним — Tulipa oculis-solis DC. Изменчивый, мозаичный вид, включающий около пятнадцати локальных форм, ранее описанных в ранге вида. Малоизученные родственные виды Tulipa aleppensis, Tulipa cypria, признаваемые условно, могут также быть поглощены в состав Tulipa agenensis. |
| Tulipa albanica Kit Tan & Shuka 2010                 | Тюльпан албанский                        | Албания, провинция Кукес |                  |                  | +                | нд              | Новый вид, принадлежащий к комплексу Tulipa scardica. |
| Tulipa alberti Regel 1877                            | Тюльпан Альберта                         | Казахстан, Кыргызстан | +                | +                | +                | 52,42X          | В систематике ван Раамсдонка — де Фриза включает как синонимы Tulipa vvedenskyi, Tulipa butkovii. В систематиках Зонневельда и Кристенхуза и соавторов эти формы признаются полноценными видами. |
| Tulipa aleppensis Boiss. ex Regel 1873               | Тюльпан алеппский                        | Сирия. Голотип — из полей близ Алеппо | +                | +                | усл.             | 95,33X          | Синоним — Tulipa sintenisii. Все современные авторы признают Tulipa aleppensis с оговорками. Возможно, это одна из множества форм Tulipa agenensis, возможно — это триплоидная форма нормально диплоидного Tulipa julia. |
| Tulipa altaica Pall. ex Spreng. 1825                 | Тюльпан алтайский                        | Алтай, Казахстан, северо-запад Китая | +                | +                | +                | 44,92X          | Ван Раамсдонк и де Фриз считают Tulipa altaica и Tulipa kolpakowskiana гетеротипными синонимами. Из двух видов они признают Tulipa altaica по приоритету Палласа. В других систематиках признаются оба этих вида. Синонимы — Tulipa tarbagataica Tan & Wei, Tulipa gesneriana v. lutea Regel. |
| Tulipa anisophylla Vved. 1935                        | Тюльпан неравнолистный                   | Таджикистан. Голотип — правый берег реки Пяндж | -                | +                | усл.             | 43,42X          | Растения из комплекса родственных форм Tulipa altaica, Tulipa anisophylla, Tulipa kolpakowskiana, Tulipa korshinskyi. Не признаётся как вид ван Раамсдонком и де Фризом, признаётся условно Кристенхузом и соавторами. |
| Tulipa armena Boiss. 1859                            | Тюльпан армянский                        | Турция, Закавказье, северо-запад Ирана. Голотип — горы между Эрзурумом и Испиром. | +                | +                | +                | 51,82X …75,53X  | Сложный, изменчивый вид с нормально красными цветками. Синонимы — Tulipa galatica, Tulipa gumusanica, Tulipa lutea (все — c жёлтыми цветками), Tulipa wilmottae, Tulipa mucronata. Форма Tulipa armena var. lycica, по мнению Кристенхуза и соавторов, является самостоятельным видом — Tulipa foliosa. |
| Tulipa banuensis Grey-Wilson 1974                    |                                          | Афганистан. Голотип — к востоку от с. Бану в долине Андараб | нд               | нд               | +                | нд              | Вид, сходный c Tulipa praestans. |
| Tulipa berkariensis Rukšans 2007                     |                                          | Казахстан, долина Беркара |                  | nom. illeg.      | nom. prov.       | 50,92X          | В систематике Кристенхуза и соавторов — синоним Tulipa kaufmanniana. По мнению Зонневельда, массы геномов этих видов различаются настолько, что Tulipa berkariensis следует признать видом. |
| Tulipa borszczowii Regel 1868                        | Тюльпан Борщова                          | Казахстан. Голотип «из приаральских Каракумов» | нд               | +                | +                | 41,62X          | Синоним — Tulipa aurata, недействительное название Tulipa glaucophilla. |
| Tulipa botschantzevae S.N.Abramova & Zakal. 1973     | Тюльпан Бочанцевой                       | Копетдаг (юг Туркменистана, северо-восток Ирана). Голотип — к юго-западу от станции Бахарден | нд               | нд               | +                | нд              | [ 71 ] |
| Tulipa butkovii Botschantz. 1961                     | Тюльпан Буткова                          | Западный Тянь-Шань, долины рек Майдантал, Акбулак-Карасай и их притоков. Голотип — горы близ Ташкента | -                | +                | +                | 53,92X          | В систематике ван Раамсдонка и де Фриза считается синонимом Tulipa albertii. Зонневельд и Кристенхуз и соавторы считают Tulipa butkovii отдельным видом из-за особой морфологии его цветка. |
| Tulipa carinata Vved. 1971                           | Тюльпан килеватый                        | Памир и примыкающие к нему северные области Афганистана | нд               | +                | +                | 54,22X          | [ 71 ] |
| Tulipa cypria Stapf ex Turrill 1934                  | Тюльпан кипрский                         | Кипр | нд               | +                | +                | 78,83X          | Вид, близкий к Tulipa agenensis (возможно — его островная, изолированная форма). |
| Tulipa didieri Jord. 1846                            |                                          | Савойя. Голотип — Сен-Жан-де-Морьен | +                | -                | -                | 70,13X          | См. Tulipa ×gesneriana. Ван Раамсдонк и де Фриз выделили Tulipa didieri (с синонимами Tulipa grengiolensis, Tulipa marjolettii, Tulipa planifolia) в отдельный вид, основываясь на анализе методом главных компонент. Во всех иных современных систематиках все указанные названия — синонимы Tulipa ×gesneriana. |
| Tulipa dubia Vved. 1935                              | Тюльпан сомнительный                     | Кыргызстан, Казахстан, Узбекистан. Голотип — долина реки Чотан | +                | +                | +                | 54,73X          | [ 78 ] |
| Tulipa eichleri Regel 1874                           | Тюльпан Эйхлера                          | По Регелю и Введенскому — Иран, восточное Закавказье. По Зоневельду и Рехингеру — Азербайджан, по ван Раамсдонку и де Фризу — Памиро-Алай                                                                                                | +                | +                | -                | 62,72X 50,82X   | Рехингер, Зонневельд и ван Раамсдонк с де Фризом признавали под этим именем три разные формы закавказской или памиро-алайской флоры. Культурные формы «Tulipa eichleri», сходные с Tulipa lanata, не принадлежат ни к одной из них; форма Tulipa eichleri 'Excelsa' — потомок Tulipa persica. В систематике Кристенхуза и соавторов Tulipa eichleri — синоним Tulipa undulatifolia. |
| Tulipa faribae Ghahr., Attar & Ghahrem.-Nejad 2007   | Тюльпан Фарибы                           | Иран. Голотип — Загросские горы в провинции Керманшах |                  |                  | усл.             | нд              | Новый вид, сходный с Tulipa suaveolens и с Tulipa systola (возможно, форма последнего) |
| Tulipa ferganica Vved. 1935                          | Тюльпан ферганский                       | Кыргызстан, Узбекистан. Голотип — долина реки Кугарт | -                | +                | усл.             | 44,82X          | Растения из комплекса Tulipa altaica, Tulipa ferganica, Tulipa iliensis, Tulipa kolpakowskina. По ван Раамсдонку и де Фризу — разновидность Tulipa iliensis; по Кристенхузу и соавторам — признаётся условно. |
| Tulipa florenskyi Woronow 1924                       | Тюльпан Флоренского                      | Иран. Голотип — растения Тбилисского ботанического сада, выращенные из луковиц, привезённых из Султанабада | нд               | +                | -                | 64,22X          | Растения, обычно включаемые в состав Tulipa systola (по Бочанцевой, также близкие к Tulipa julia). Зонневельд признаёт их видом, основываясь на отличия в массе генома. |
| Tulipa foliosa Stapf 1885                            |                                          | Центр и юг Турции | нд               | нд               | +                | нд              | Растения, традиционно считавшееся разновидностью Tulipa armena var. foliosa. Кристенхуз и соавторы выделяют его в отдельный вид, опираясь на работу Тюркташа (2013). В их версии синонимы Tulipa foliosa — Tulipa ciliatula, Tulipa concinna, Tulipa heterochroma. |
| Tulipa fosteriana W.Irving 1906                      | Тюльпан Фостера                          | Памир, Таджикистан, Кыргызстан, Узбекистан, Афганистан | +                | +                | +                | 51,92X          | Синонимы — Tulipa affinis, Tulipa victoris nom. inval.. Распространённый в культуре вид, прародитель сортов классов тюльпаны Фостера и Дарвиновы гибриды. |
| Tulipa ×gesneriana L. 1753                           | Тюльпан Геснера                          | В природе не обнаружен. Существует только в культуре и в популяциях одичавших потомков культурных растений. Лектотип — лист 425.2 из линеевского гербария.                                                                               | +                | +                | +                | 69,22X          | Сложный гибрид множества неустановленных исходных видов, предположительно обособившийся от них ещё до интродукции в Европе (середина XVI века). Известны более сорока синонимов, описанных в ранге вида. |
| Tulipa greigii Regel 1873                            | Тюльпан Грейга                           | Северо-запад Ирана, Кыргызстан, Таджикистан, Узбекистан, Казахстан | +                | +                | +                | 53,42X          | Синонимы — Tulipa krauseana, Tulipa mogoltavica, Tulipa altaica var. karatavica. Распространённый в культуре вид, прародитель сортов класса тюльпаны Грейга. Легко скрещивается с Tulipa kaufmannina, Tulipa ×gesneriana, Tulipa fosteriana. |
| Tulipa heweri Raamsd. 1998                           |                                          | Афганистан. Голотип — перевал Саланг | +                | +                | +                | 47,72X          | Новый вид, близкий к Tulipa praestans. |
| Tulipa hissarica Popov & Vved. 1935                  | Тюльпан гиссарский                       | Таджикистан. Голотип — перевал Мура на Гиссарском хребте | +                | +                | +                | 42,82X          | Малоизученный, но бесспорно самостоятельный, генетически изолированный вид. |
| Tulipa hoogiana B.Fedtsch. 1910                      | Тюльпан Хуга                             | Юг Туркменистана, север Ирана | -                | +                | +                | 48,82X …73,63X  | Вид из группы сходных, но географически изолированных видов Tulipa fosteriana, Tulipa ingens, Tulipa hoogiana, Tulipa lanata. Синонимы — Tulipa amabilis, Tulipa sovietica, Tulipa ingens f. pallida. В систематике ван Раамсдонка и де Фриза — гетеротипный синоним Tulipa tubergeniana. |
| Tulipa hungarica Borbás 1873                         | Тюльпан венгерский                       | Болгария, интродуцирован в Румынии | +                | +                | усл.             | 65,62X          | Синонимы — Tulipa urumoffi, Tulipa rhodopea, Tulipa aureolina. Один из немногих таксонов, близких к Tulipa ×gesneriana, по-прежнему признаваемый (с оговорками) в ранге вида. Возможно, его популяции в Болгарии и Румынии — одичавшие потомки ранних гибридов, выращивавшихся в Османской империи; возможно, Tulipa hungarica — один из предков Tulipa ×gesneriana. Растения, культивируемые под названием Tulipa hungarica в Нидерландах, не принадлежат к этому виду. |
| Tulipa iliensis Regel 1879                           | Тюльпан илийский                         | Казахстан, Кыргызстан, северо-запад Синьцзяна | -                | +                | +                | 41,02X          | В систематике ван Раамсдонка и де Фриза Tulipa iliensis, Tulipa kolpakowskiana и Tulipa ferganica являются синонимами Tulipa altaica. Кристенхуз и соавторы признают родство этих таксонов, но сохраняют за ними ранг видов. Синоним — Tulipa thianschanica. |
| Tulipa ingens Hoog 1902                              | Тюльпан великий                          | Таджикистан, Узбекистан (Памиро-Алай, долина реки Зеравшан) | +                | -                | +                | 52,52X, 54,02X  | Современные ботаники считают Tulipa ingens и Tulipa tubergeniana одним видом (исключение — Уилфорд, 2006). Зонневельд (ошибочно) сохранил ранг вида за описанным позже Tulipa tubergeniana Hoog 1904; в иных систематиках признаётся описанный первым Tulipa ingens. |
| Tulipa julia K.Koch 1849                             | Тюльпан Юлия                             | Восток Турции, Ливан, Закавказье, север Ирана | +                | +                | +                | 61,62X          | Вид, близкий к Tulipa systola. В систематике ван Раамсдонка и де Фриза включает как синоним Tulipa stapfii, в систематике Кристенхуза и соавторов включает синоним Tulipa kaghyzmanica. Зонневельд отмечает, что представители этого вида культивируются в ботанических садах под именами Tulipa armena, Tulipa aleppensis, Tulipa stapfii. |
| Tulipa karabachensis Grossh. 1936                    | Тюльпан карабахский                      | Азербайджан. Голотип — пастбища близ горы Зиарат в Ходжавендском районе | -                | +                | -                | 65,62X          | Синоним — Tulipa confusa. По ван Раамсдонку и де Фризу Tulipa karabachensis — синоним Tulipa suaveolens, по Кристенхузу и соавторам форма Tulipa armena. Зонневельд признаёт их видом, основываясь на отличия в массе генома. |
| Tulipa kaufmanniana Regel 1877                       | Тюльпан Кауфмана                         | Казахстан, Кыргызстан, Узбекистан, Таджикистан. Голотип — долина реки Чирчик | +                | +                | +                | 53,22X          | Распространённый в культуре вид, прародитель сортов класса тюльпаны Кауфмана. Легко скрещивается с Tulipa greigii, Tulipa albertii, хуже — с Tulipa ×gesneriana, Tulipa fosteriana. Синоним — Tulipa berkariensis Rukšans. По Зонневельду, название Tulipa berkariensis незаконно, однако сами эти растения отличаются от Tulipa kaufmanniana настолько, что их следует выделить в новый вид. |
| Tulipa kolpakowskiana Regel 1875                     | Тюльпан Колпаковского                    | Казахстан, Кыргызстан, Таджикистан, Узбекистан, северо-восток Афганистана, северо-запад Синьцзяна. Голотип — окрестности Алма-Аты. | -                | +                | +                | 41,62X          | См. Tulipa altaica. Кристенхуз и соавторы, признавая Tulipa kolpakowskiana, признают возможность его объединения с Tulipa altaica. Синонимы — Tulipa triphylla, Tulipa aristata. В природе легко скрещивается с Tulipa ostrowskiana, образуя комплексы переходных форм. |
| Tulipa korolkowii Regel 1875                         | Тюльпан Королькова                       | Казахстан, Кыргызстан, Таджикистан, Узбекистан. Голотип — Фариж | -                | +                | +                | 41,52X          | Ван Раамсдонк и де Фриз считают этот таксон синонимом Tulipa tetraphylla. Синонимы — Tulipa rosea, Tulipa nitida (последний признаётся Зонневельдом в ранге вида). |
| Tulipa korshinskyi Vved. 1935                        | Тюльпан Коржинского                      | Памиро-Алай. Голотип — Сары-Даш | -                | +                | -                | 44,02X          | [ 109 ] |
| Tulipa kosovarica Kit Tan, Shuka & Krasniqi 2011     |                                          | Косово |                  |                  | +                | нд              | Новый вид, принадлежащий к комплексу Tulipa scardica. |
| Tulipa kuschkensis B.Fedtsch. 1932                   | Тюльпан кушкинский                       | Афганистан, Иран, юг Туркменистана. Голотип — окрестности Кушки | +                | +                | +                | 53,32X          | Вид, сходный с Tulipa hoogiana и Tulipa undulatifolia. |
| Tulipa lanata Regel 1884                             | Тюльпан шерстистый                       | Афганистан, север Пакистана, Таджикистан, Туркменистан, западные Гималаи | +                | +                | +                | 52,52X …78,92X  | Вид, сходный с Tulipa hoogiana, Tulipa fosteriana, Tulipa ingens, Tulipa undulatifolia. Отличается от всех родственных видов сплошным опушением стебля и листьев. |
| Tulipa lehmanniana Merckl. 1852                      | Тюльпан Лемана                           | Афганистан, восток Ирана, Казахстан, Кыргызстан, Таджикистан, Узбекистан | +                | +                | +                | 42,42X …67,62X  | Вид из сложного комплекса форм, сложившегося вокруг Tulipa systola и Tulipa julia. Сходен с Tulipa borszczowii и Tulipa korolkowii. Синонимы — Tulipa behmiana, Tulipa zenaidae (последний признаётся Зонневельдом в ранге вида). |
| Tulipa lemmersii Zonn., Peterse & J.Groot 2012       |                                          | Казахстан. Голотип — горы близ Шымкента. |                  | +                | +                | 36,42X          | Новый вид, принадлежащий к комплексу Tulipa altaica. |
| Tulipa micheliana Hoog 1902                          | Тюльпан Микели                           | Иран, горный Туркменистан, Памиро-Алай | -                | +                | -                | 48,02X          | В систематике Кристенхуза и соавторов — пестролистная форма Tulipa undulatifolia, схожая с Tulipa greigii. Авторы отмечают вероятную путаницу с образцами «Tulipa micheliana», описанными разными исследователями. По Зонневельду, Tulipa micheliana родственна Tulipa greigii, имеет и пестролистные, и чисто зелёные формы, и признаётся в ранге вида. |
| Tulipa mogoltavica Popov & Vved. 1935                | Тюльпан моголтавский                     | Таджикистан (Тянь-Шань). Голотип — «с лужайки среди камней на вершине боковых отрогов хребта» Моголтау | -                | +                | -                | 51,62X          | Вид, формой цветка и размером луковицы близкий к Tulipa greigii. Встречается, в том числе, в ангренских популяциях Tulipa greigii. В систематиках Зонневельда и Кристенхуза и соавторов — синоним этого вида. |
| Tulipa nitida Hoog 1902                              | Тюльпан блестящий                        | Памиро-Алай. Описан по культурным растениям «из Бухары» | -                | +                | -                | 38,62X          | Вид, сходный с Tulipa korolkowii |
| Tulipa ostrowskiana Regel 1884                       | Тюльпан Островского                      | Казахстан, Кыргызстан | -                | +                | +                | 77,44X          | Вид из комплекса Tulipa behmiana, Tulipa kolpakowskiana, Tulipa ostrowskiana, Tulipa tetraphylla. Легко скрещивается с Tulipa kolpakowskiana и Tulipa kolpakowskiana, образуя множество гибридных форм. Ван Раамсдонк и де Фриз считают этот таксон синонимом Tulipa tetraphylla. |
| Tulipa persica (Lindl.) Sweet 1830                   | Тюльпан персидский                       | Северо-запад Ирана | нд               | нд               | усл.             | нд              | По описанию Линдли — вид, близкий к Tulipa agenensis. Вероятно, именно к нему принадлежат культурные формы «Tulipa eichleri» 'Excelsa'. |
| Tulipa platystemon Vved. 1935                        | Тюльпан широкотычиночный                 | Кыргызстан. Голотип — Сары-Бия | нд               | нд               | +                | нд              | Малоизученный вид, известный только в описании Введенского. По описанию — двуцветковый, жёлтый тюльпан, близкий к Tulipa anisophylla. |
| Tulipa praecox Tenore 1811                           | Тюльпан ранний                           | См. Tulipa agenensis | +                | +                | nom. illeg.      | 57,92X …90,43X  | См. Tulipa agenensis. В систематике ван Раамсдонка и де Фриза в ранге вида признаются и Tulipa agenensis, и Tulipa praecox; в систематике Зонневельда признаётся только Tulipa praecox. |
| Tulipa praestans H.B.May 1903                        | Тюльпан превосходящий                    | Таджикистан. Неотип — шибляк на склонах соляной горы Ходжа-Мумин | +                | +                | +                | 50,12X          | Один из немногих стабильно многоцветковых видов. В систематике Кристенхуза и соавторов (и только в ней) синоним — Tulipa subpraestans. Распространён в культуре как в виде сортов ('Fusilier', 'Unicum' и др.), так и в виде фирменных «форм» ('Van Tubergen’s variety'). |
| Tulipa rhodopea (Velen.) Velen. 1922                 | Тюльпан родопский                        | Болгария. Голотип — окрестности Асеновграда. | -                | +                | -                | 68,62X          | Растения, обычно признаваемые разновидностью Tulipa hungarica v. rhodopea. Зонневельд признаёт их видом, основываясь на отличия в массе генома. |
| Tulipa scardica Bornm. 1923                          |                                          | Косово и Македония | нд               | -                | +                | нд              | Зонневельд считает этот таксон синонимом Tulipa ×gesneriana. По мнению Кристенхуза и соавторов, Tulipa scardica — базовый вид комплекса балканских видов или форм Tulipa albanica, Tulipa kosovarica, Tulipa serbica. Эти виды или формы близки к Tulipa agenensis, но бесспорно отличны от него. |
| Tulipa scharipovii Tojibaev 2009                     | Тюльпан Шарипова                         | Узбекистан. Голотип — горы близ посёлка Уйгурсай |                  |                  | +                | нд              | [ 98 ] |
| Tulipa schmidtii Fomin 1909                          | Тюльпан Шмидта                           | Закавказье, север Ирана. Голотип — гербарные образцы растений из Ленкоранского района | нд               | +                | +                | 57,92X          | Вид, близкий к Tulipa hoogiana. |
| Tulipa schrenkii Regel 1873                          | Тюльпан Шренка                           | См. Tulipa suaveolens | -                | +                | -                | 61,52X          | См. Tulipa suaveolens. |
| Tulipa serbica Tatic & Krivošej 1997                 | Тюльпан сербский                         | Сербия. Голотип — гора Рогозна близ Доня-Каменицы | нд               | нд               | +                | нд              | Новый вид, принадлежащий к комплексу Tulipa scardica. |
| Tulipa sosnowskyi Achv. & Mirzoeva 1950              | Тюльпан Сосновского                      | Азербайджан, Армения | +                | +                | +                | 63,42X          | Вид из комплекса Tulipa fosteriana, Tulipa ingens и др.. |
| Tulipa stapfii Turrill 1934                          | Тюльпан Штапфа                           | Иран. Голотип — окрестности Хамадана | -                | +                | -                | 52,72X          | Растения, обычно включаемые в состав видов Tulipa julia или Tulipa systola. Зонневельд признаёт их видом, основываясь на отличия в массе генома. |
| Tulipa suaveolens Roth 1794                          | Тюльпан Шренка (синоним)                 | Крым, Турция, Закавказье, Иран, Казахстан | +                | +!               | +                | 61,72X          | Широко распространённый в природе и в культуре вид с неясными границами. В систематиках ван Раамсдонка — де Фриза и Кристенхуза с соавторами Tulipa suaveolens и Tulipa schrenkii — полные синонимы; из двух названий признаётся наиболее ранее Tulipa suaveolens Roth 1794. Другие синонимы — Tulipa monticola, Tulipa odoratissima, Tulipa oxypetala, Tulipa splendens, Tulipa turcarum, Tulipa volgensis. В систематике Зонневельда Tulipa suaveolens и T.schrenkii — два родственных, но разных вида. Название Tulipa suaveolens по Зонневельду относится исключительно к культурным сортам группы 'Duc van Tol', а названия Tulipa schrenkii и Tulipa karabachensis — исключительно к диким формам. |
| Tulipa subpraestans Vved. 1935                       | Тюльпан превосходный                     | Памиро-Алай | +                | +                | -                | 45,72X          | Кристенхуз и соавторы считают Tulipa subpraestans садовой формой (синонимом) Tulipa praestans. |
| Tulipa subquinquefolia Vved. 1946                    | Тюльпан почтипятилистный                 | Таджикистан. Голотип — Кулябский район | -                | нд               | +                | нд              | [ 64 ] |
| Tulipa systola Stapf 1885                            | Тюльпан систола                          | Закавказье, восток Турции, Левант, Синайский полуостров | +                | +                | +                | 56,12X          | Широко распространённый, сложный мозаичный вид, родственный Tulipa julia. Синонимы — Tulipa carrieri, Tulipa florenskyi, Tulipa levieri, Tulipa stapfii, Tulipa strausii, Tulipa sultanabadensis (по ван Раамсдонку и де Фризу, также Tulipa ulophylla). Выделение этих видов не исключается, но крайне затруднено сложностью в разграничении их друг от друга. |
| Tulipa talassica Lazkov 2011                         | Тюльпан таласский                        | Кыргызстан, окрестности Таласа |                  |                  | усл.             | нд              | Новый вид, принадлежащий к комплексу Tulipa altaica, Tulipa iliensis и др. Признаётся условно, до проведения сравнительных исследований. |
| Tulipa tetraphylla Regel 1875                        | Тюльпан четырёхлистный                   | Казахстан, Кыргызстан, северо-запад Синьцзяна. Голотип — долина реки Кочкур | +                | +                | +                | 40,12X …79,94X  | Синонимы — Tulipa kesselringiana, Tulipa brachystemon, Tulipa corynestemon. Во всех трёх цитируемых систематиках границы вида различаются. По ван Раамсдонку и де Фризу к Tulipa tetraphylla относятся только тетраплоидные формы комплекса Tulipa tetraphylla, T.behmiana, Tulipa ostrowskiana; по Зонневельду — и диплоиды, и тетраплоиды, но не Tulipa ostrowskiana (который у Зонневельда строго тетраплоидный). |
| Tulipa ×tschimganica Botschantz. 1961                | Тюльпан чимганский                       | Кыргызстан. Растёт на высотах не ниже 1400 м. Голотип — горы близ Ташкента | +                | +                | +                | 53,72X          | Этот вид — природный гибрид между Tulipa dubia и Tulipa kaufmanniana. Синоним — Tulipa anadroma. Кристенхуз и соавторы отмечают, что Tulipa anadroma отличается от Tulipa ×tschimganica настолько, что его признание может быть оправдано. |
| Tulipa tubergeniana Hoog 1904                        | Тюльпан Тубергена                        | Памиро-Алай | +                | +                | -                | 53,52X          | В систематике Кристенхуза и соавторов это синоним Tulipa ingens. В систематике Ван Раамсдонка и де Фриза это полноценный вид, имеющий гетеротипный синоним Tulipa hoogiana. |
| Tulipa ulophylla Wendelbo 1967                       |                                          | Иран. Голотип — село Сиа Бише, шахрестан Амоль, провинция Мазендеран | -                | -                | +                | 55,82X          | Синоним — Tulipa wendelboi. В систематике ван Раамсдонка и де Фриза Tulipa ulophylla — синоним Tulipa systola. |
| Tulipa undulatifolia Boiss.                          |                                          | Греция, западная Турция, остров Лесбос, Закавказье. Голотип — гора Тартали близ Смирны. | +                | +                | +                | 51,22X …76,83X  | Синонимы, по Кристенхузу и соавторам (2013) — Tulipa boeotica, Tulipa euanthiaea, Tulipa eichleri, Tulipa micheliana, Tulipa strangulata. Форма, описанная как Tulipa micheliana, отличается красным рисунком на листьях по типу Tulipa greigii. Зонневельд признаёт отдельными видами Tulipa eichleri, Tulipa micheliana; ван Раамсдонк и де Фриз объединяют их в Tulipa eichleri. |
| Tulipa uzbekistanica Botschantz. & Sharipov 1971     | Тюльпан узбекистанский                   | Узбекистан. Голотип — «низкогорья к югу от шоссе Дехканабад-Дербент, южный склон перевала Таллы» | -                | -                | +                | нд              | Вид, сходный с Tulipa fosteriana и Tulipa ingens; отличается от них фактурой и опушением покровной чешуи. |
| Tulipa vvedenskyi Botschantz. 1954                   | Тюльпан Введенского                      | Таджикистан. Голотип — Западный Тянь-Шань «в окрестностях кишлака Тюрк в долине реки Ангрен» | +                | +                | +                | 51,42X          | Крупноцветковый вид, формой цветка схожий с Tulipa greigii. Листья сильно опушены, но не окрашены. |
| Tulipa zenaidae Vved. 1935                           | Тюльпан Зинаиды                          | Кыргызстан, горы Тянь-Шань. Голотип — Шекуле, Александровский хребет | -                | +                | -                | 39,82X          | Один из немногих тюльпанов, склонный образовывать в естественных условиях изрезанные («попугайные») формы. Вид признан Зонневельдом после генетического исследования «правильных» образцов из долины Мерке (Казахстан). Образцы, считавшиеся до того типом Tulipa zenaidae, всеми исследователями (включая Зонневельда) признаются формой Tulipa lehmanniana. |

### Дополнение к списку видов
- Tulipa akamasica Christodoulou, Hand & Charalamb.
- Tulipa annae J.de Groot & Zonn.
- Tulipa auliekolica Perezhogin
- Tulipa bactriana J.de Groot & Tojibaev
- Tulipa boettgeri Regel
- Tulipa dianaeverettiae J.de Groot & Zonn.
- Tulipa intermedia Tojibaev & J.de Groot
- Tulipa ivasczenkoae Epiktetov & Belyalov
- Tulipa jacquesii Zonn.
- Tulipa luanica Millaku
- Tulipa narcissicum N.Y.Stepanova
- Tulipa zonneveldii J.de Groot & Tojibaev